# 耶基斯天文台

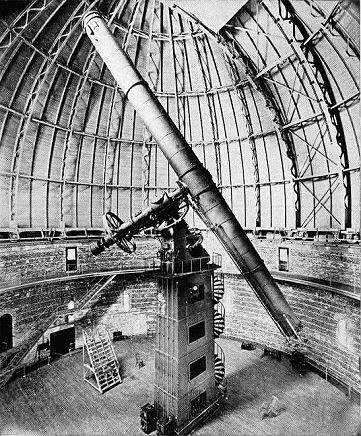
1897年耶基斯天文臺的40 in折射鏡的照片。

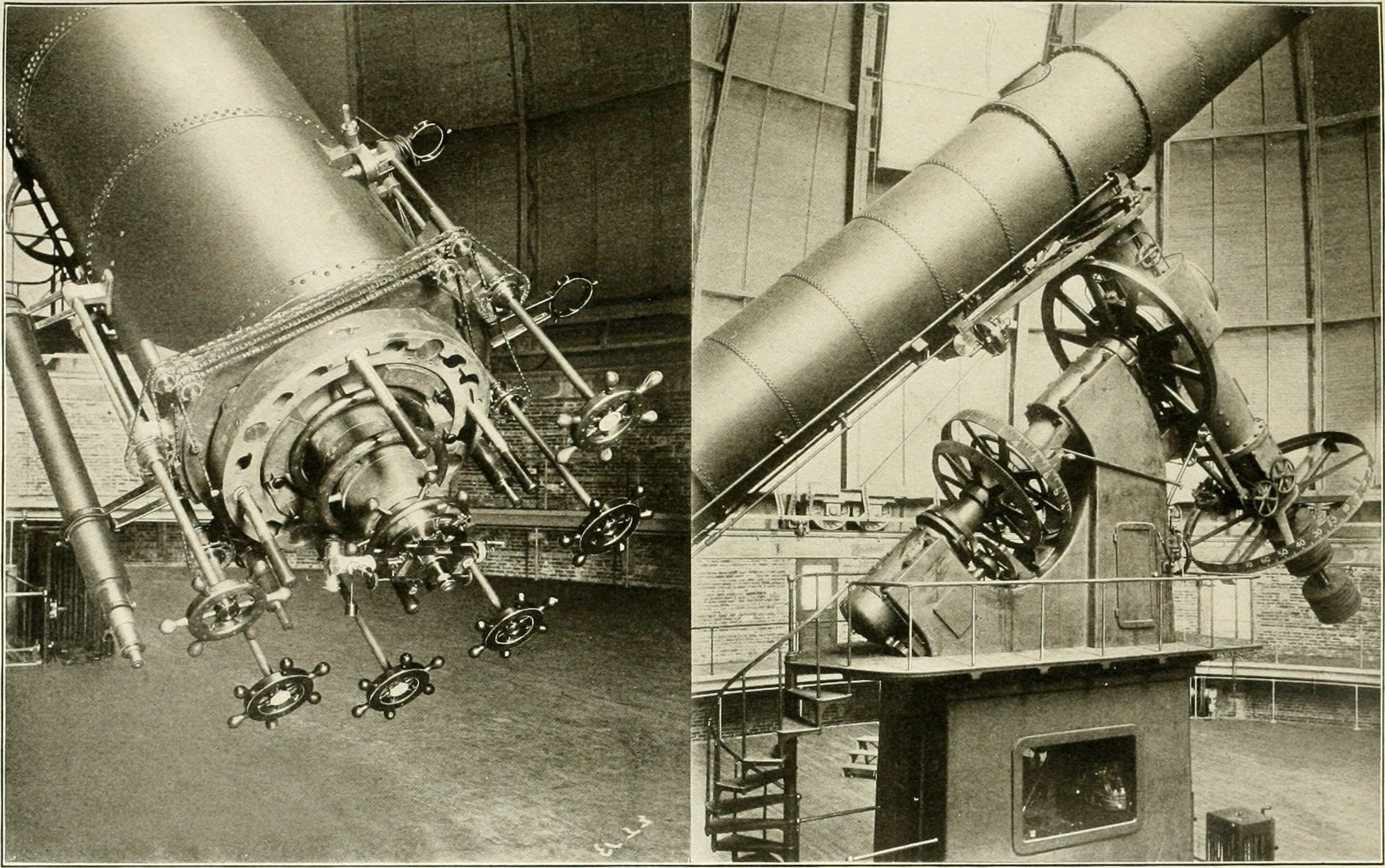
控制40 in折射鏡的組件。

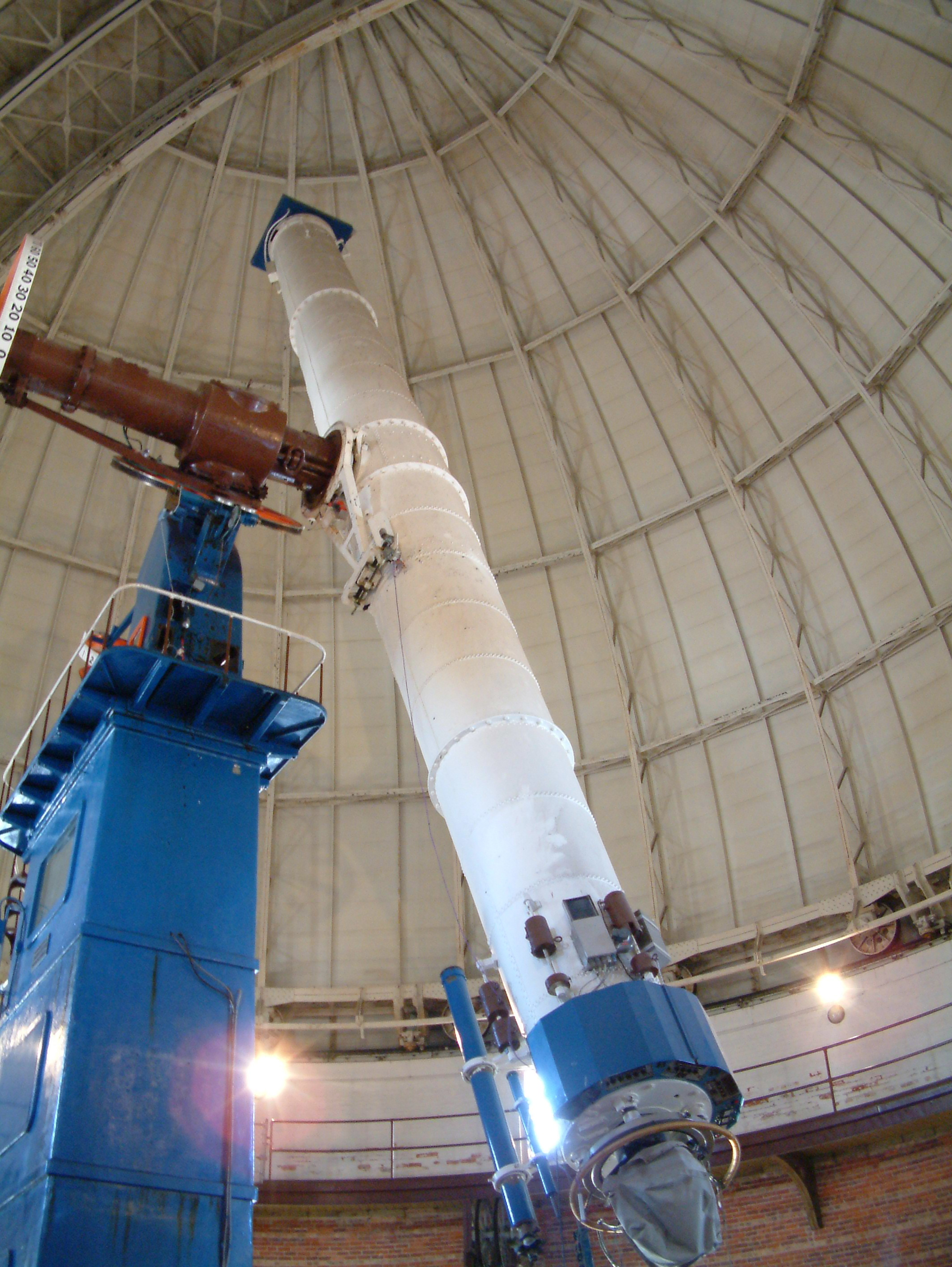
2006年的照片，40 in耶基斯天文台望遠鏡

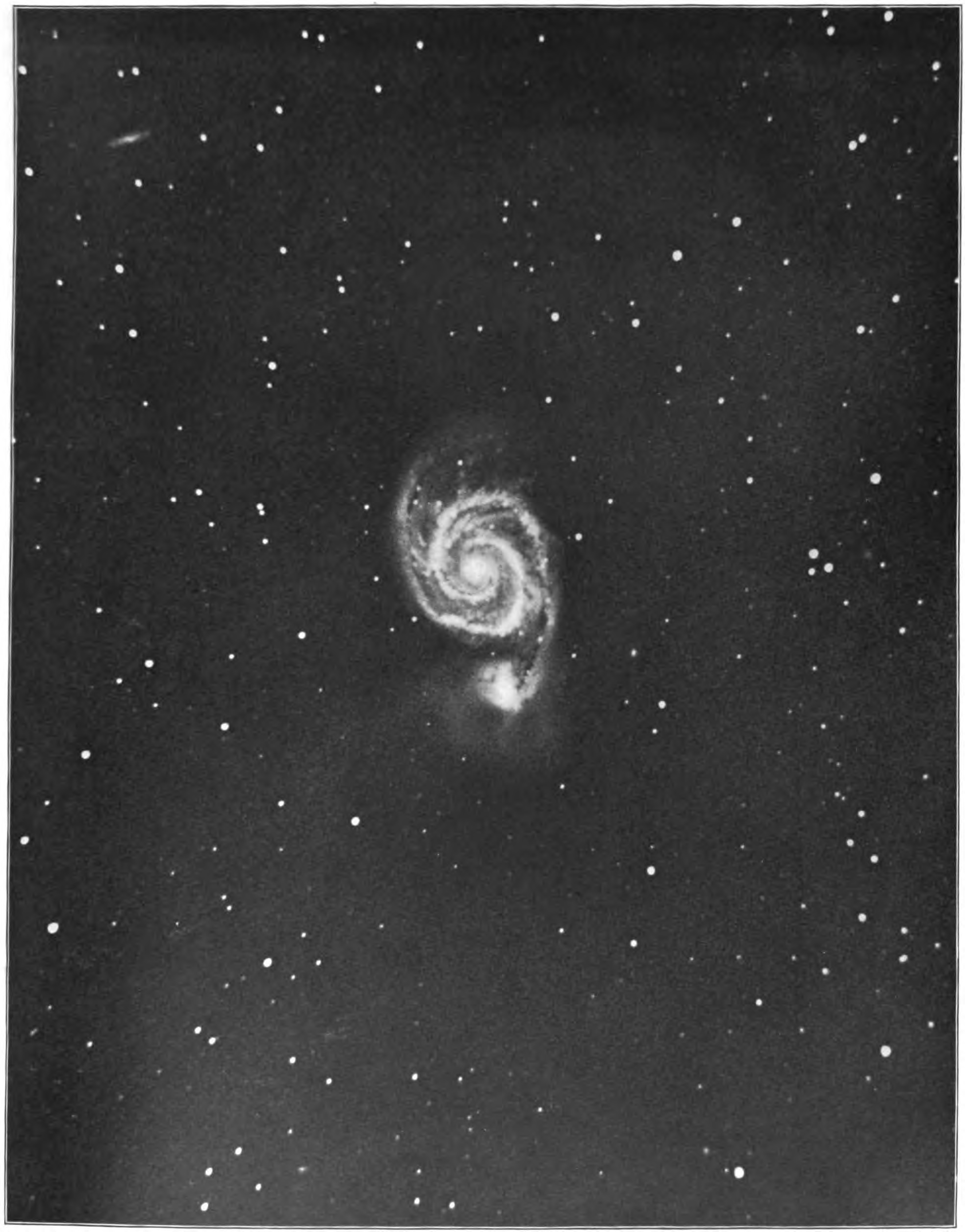
M51渦狀星系的照片，1902年6月3日摄於耶基斯天文台

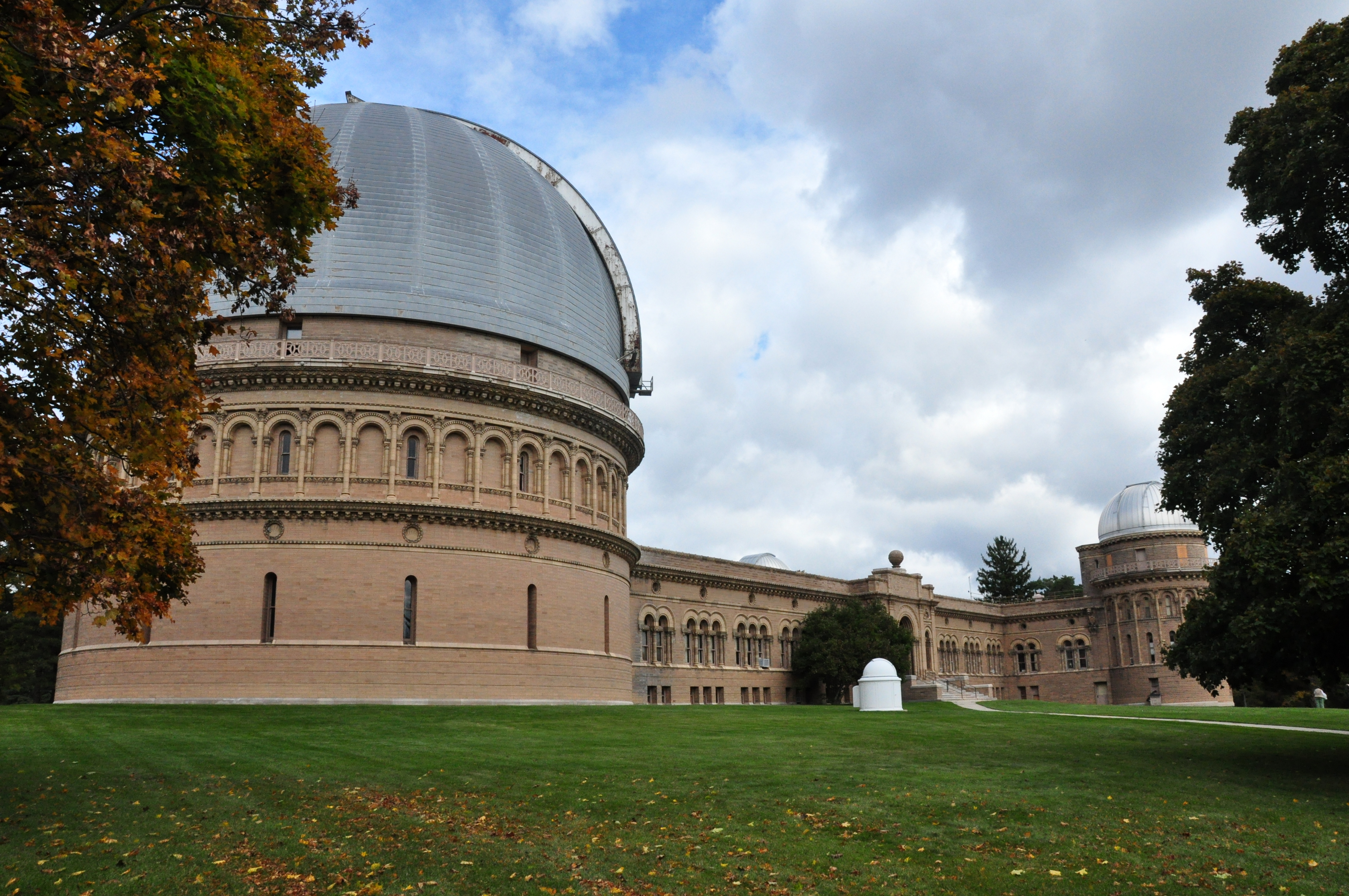
耶基斯天文台

耶基斯天文台（/ˈjɜːrkiːz/ YUR-Keez），英語：，或譯為葉凱士天文台）是位於美國威斯康星州威廉姆斯灣的天文台。這個天文台從1897年建立至2020年都由芝加哥大學的天文學和天體物理學系運營。所有權於2020年5月轉移給非盈利的耶基斯未來基金會（YFF，Yerkes Future Foundation），並由該基金會開始修復和翻新歷史建築和場地。於2022年5月27日開始，重新開放節目和給公眾參觀。
耶基斯天文台通常被稱為“現代天體物理學的發源地”，是商人查理斯·耶基斯資助，由天文學家喬治·海爾於1892年建立。它代表了人們對天文台看法的轉變，從天文台僅僅是望遠鏡和觀測者的住處，到20世紀早期的觀測設備與實驗室空間相結合的概念，用於進行物理和化學分析。
天文台的主圓頂裝有一架40英寸-diameter（102 cm）雙透鏡折射望遠鏡，這是有史以來成功用於天文學的最大折射鏡。兩個較小的圓頂分別容納了40英寸（102釐米）和24英寸（61釐米）反射望遠鏡。還有幾架較小的望遠鏡 - 一些永久安裝 - 主要用於教育目的。天文台還收藏了超過170,000張照相乾版。
儘管已經有幾架更大的反射望遠鏡，耶基斯40英寸望遠鏡在1897年投入使用時，是世界上最大的折射望遠鏡。在當時，關於用於建造和設計望遠鏡的各種材料，各自的優點還存在許多問題。這一時期的另一個大型望遠鏡是反射鏡的大墨爾本望遠鏡。它是於幾年前，即1988年才在加利福尼亞州以利克反射鏡的91公分鏡頭上線。
在安裝之前，這架巨大的德式赤道儀望遠鏡在芝加哥的芝加哥哥倫布紀念博覽會上展出，而當時天文台正在建設中。
100多年來，這個天文台一直是嚴肅的天文學研究中心。然而，到了21世紀，它的研究生涯已經結束。芝加哥大學於2018年10月對公眾關閉了天文台。2019年11月，一項“原則性協定”宣佈，該大學將把耶基斯天文台轉移給非盈利的耶基斯未來基金會（YFF）。擁有權轉讓於2020年5月1日進行。

## 望遠鏡

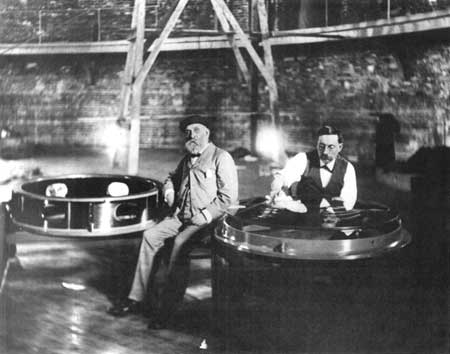
1896年，阿爾萬·克拉克（Alvan Clark）在拋光大耶基斯物鏡。

在19世紀60年代，芝加哥成為美國最大的望遠鏡迪爾伯恩181⁄2英寸（47 cm）折射鏡的所在地。後來被美國海軍天文台的26英寸反射望遠鏡超越，該望遠鏡在1877年發現火星的衛星。在19世紀末，在設備精良的天文台中，大型望遠鏡的數量顯著增加。19世紀90年代，各種力量聚集起來，在威斯康辛州的威廉士灣建立了一個藝術、科學和最高級儀器的觀測站。
雖然不到十年，該望遠鏡就被哈佛大學天文台（Harvard College Observatory）的60英寸（152 cm）的反射鏡超越。儘管如此，幾十年後耶基斯天文台仍然是一個研究中心。它除了有大折射鏡，還進行了大量的太陽觀測。

## 历史
葉凱士天文台拥有一台口径40英吋的折射望遠鏡，由光學大師克拉克（Alvin Clark）建造，與天文台一起落成啟用。这台望远镜直到今天一直是世界上口徑最大的折射望遠鏡。此外天文台還拥有两台40英吋和24英吋口徑的反射望遠鏡。
葉凱士天文台的研究課題包括星際物質、球狀星團的形成、紅外線天文學和近地天體。該處同時存在一個大小相當的工程中心，專門研製和修理科學儀器。
許多聲名顯赫的天文學家，如巴納德、哈勃和錢德拉塞卡等，幾乎都是終身在此盡其職業。不過由於天文台位置靠近水边，因天气原因观测条件經常不好，再加上附近越来越嚴重的光害，天文台已失去其原有作用。面對研究產率低，以及每年30萬美元的維護經費，芝加哥大學雖多年提供經費，但因美國每年的科研補助款逐年減少，芝加哥大學須自籌經費，否則需被迫放棄天文台。

## 天文台地段發展計劃
2006年6月，芝加哥大學宣佈以800萬美金向Mirbeau Companies of Skaneateles出售天文台周邊約45畝土地。該公司將在天文台周邊建設一棟100個房間的旅館與70至75間房舍，並承諾遵守國際暗天協會（International Dark-Sky Association）的光害防制方針來進行建設。這項協議不僅讓葉凱士天文台和周邊30畝土地得以保留，他們還會在Williams Bay建立介紹中心，和保留日內瓦湖邊總長522英尺的步道。對於天文台的日常運作和維修而言，每年從這些產業所得的40萬美元已是足夠有餘。至於賣地所得的800萬美元則用作資助芝加哥大學未來的其他天文研究。由于此计划引起极大争议，芝加哥大学于2007年1月宣布终止此计划。

## 外部連結
- 官方网站
- 耶基斯天文台的Facebook專頁
- 耶基斯天文台的Instagram帳戶
- 耶基斯天文台的X（前Twitter）